# Gran Premio del Úlster de Motociclismo de 1951
El Gran Premio del Úlster de Motociclismo de 1951 fue la séptima prueba de la temporada 1951 del Campeonato Mundial de Motociclismo. El Gran Premio se disputó del 16 al 18 de agosto de 1951 en el Circuito de Clady.

## Resultados de 500cc
Geoff Duke no solo ganó la carrera de 500cc, también fue ayudado por Ken Kavanagh y Umberto Masetti, quienes terminaron por delante de Alfredo Milani. Como resultado, Milani anotó solo tres puntos y allí se decidió el campeonato mundial.
| Pos.    | Piloto            | Equipo    | Tiempo/Retirado | Puntos |
| ------- | ----------------- | --------- | --------------- | ------ |
| 1       | Geoff Duke        | Norton    | 2h 36' 06" 2    | 8      |
| 2       | Ken Kavanagh      | Norton    | +2' 49" 6       | 6      |
| 3       | Umberto Masetti   | Gilera    | +3' 25" 0       | 4      |
| 4       | Alfredo Milani    | Gilera    | +6' 38" 6       | 3      |
| 5       | Johnny Lockett    | Norton    | +10' 23" 6      | 2      |
| 6       | Bill Doran        | AJS       | +1 Vuelta       | 1      |
| 7       | Louis Carter      | Norton    | +1 Vuelta       |        |
| 8       | Nello Pagani      | Gilera    | +1 Vuelta       |        |
| 9       | Albert Moule      | Norton    | +1 Vuelta       |        |
| 10      | Phil Carter       | Norton    | +2 Vueltas      |        |
| 11      | Arthur Wheeler    | Norton    | +2 Vueltas      |        |
| 12      | Jack Bailey       | Norton    | +2 Vueltas      |        |
| 13      | Harold Grindley   | Norton    | +2 Vueltas      |        |
| 14      | M. Acheson        | AJS       | +2 Vueltas      |        |
| 15      | William Hall      | Velocette | +2 Vueltas      |        |
| 16      | Robert Ferguson   | AJS       | +2 Vueltas      |        |
| 17      | Jack Harding      | AJS       | +3 Vueltas      |        |
| 18      | George Brockerton | Bitza     | +4 Vueltas      |        |
| 19      | Leo Starr         | AJS       | +5 Vueltas      |        |
| Ret     | Charlie Salt      | Norton    | Ret             |        |
| Ret     | Jack Brett        | Norton    | Ret             |        |
| Ret     | Michael Roche     | Triumph   | Ret             |        |
| Ret     | Roy Evans         | AJS       | Ret             |        |
| Ret     | Brian Purslow     | BSA       | Ret             |        |
| Ret     | Reg Armstrong     | AJS       | Ret             |        |
| Ret     | Rod Coleman       | Norton    | Ret             |        |
| Fuente: |                   |           |                 |        |

## Resultados 350cc
Dos días después de su victoria en la carrera de 500cc, Geoff Duke también se aseguró el título mundial en la categoría de 350cc. Ganó la carrera por delante de Ken Kavanagh, que quedó segundo por segunda vez esta semana. Johnny Lockett anotó solo cuatro puntos. Sin embargo, Duke ya tenía 32 de ellos.
| Pos. | Piloto         | Equipo | Tiempo/Retirado | Puntos |
| ---- | -------------- | ------ | --------------- | ------ |
| 1    | Geoff Duke     | Norton | 2h 12' 58" 0    | 8      |
| 2    | Ken Kavanagh   | Norton |                 | 6      |
| 3    | Johnny Lockett | Norton |                 | 4      |
| 4    | Reg Armstrong  | AJS    |                 | 3      |
| 5    | Bill Doran     | AJS    |                 | 2      |
| 6    | Jack Brett     | Norton |                 | 1      |

## Resultados 250cc
La carrera de 250cc fue de nuevo una de las raras apariciones de Maurice Cann, que - cuando competía en un Gran Premio - siempre tuvo un buen desempeño. Ahora estaba segundo en la general detrás de Bruno Ruffo, que ya casi se había asegurado el título mundial. En teoría, Tommy Wood aún podría convertirse en campeón del mundo gracias a su tercer lugar, pero tenía que ganar el último GP y que Ruffo no puntuara.
| Pos. | Piloto          | Equipo     | Tiempo/Retirado | Puntos |
| ---- | --------------- | ---------- | --------------- | ------ |
| 1    | Bruno Ruffo     | Moto Guzzi | 2h 16' 44" 6    | 8      |
| 2    | Maurice Cann    | Moto Guzzi | +14" 4          | 6      |
| 3    | Arthur Wheeler  | Velocette  | +6' 28" 4       | 4      |
| 4    | Tommy Wood      | Moto Guzzi | +9' 07" 4       | 3      |
| 5    | Douglas Beasley | Velocette  | +15' 44" 4      | 2      |
| 6    | Norman Blemings | Excelsior  | +21' 03" 4      | 1      |

## Resultados 125cc
En la categoría de 125cc en Ulster solo había tenido tres participantes (el equipo de fábrica de Mondial), por lo que la FIM había decidido que debería haber al menos seis participantes para que se considerar el resultado válido. Entre otras cosas, la ausencia del equipo de fábrica de MV Agusta, se unió la de Moto Guzzi machacado por la muerte de Gianni Leoni y Sante Geminiani en los entrenamientos de este mismo Gran Premio. Los tres pilotos oficiales de Moto Guzzi, Leoni, Geminiani y Lorenzetti, esteban probando el circuito, cuando los dos últimos decidieron parar en boxes. Leoni, que les precedía, no se dio cuenta y unos kilómetros después, al no ver llegar a sus compañeros, frenó y luego, preocupado por un posible accidente, decidió dar marcha atrás en el sentido de marcha para encontrarlos. Mientras tanto, Lorenzetti y Geminiani, tras una breve parada, habían retomado la pista, forzando el ritmo para alcanzar a su compañero de equipo. Los dos chocaron de frente mientras caminaban por la misma curva ciega, muriendo al instante.
Tampoco fue una gran impedimento para Mondial, porque el competidor Morini también se ausentó, por lo que Bruno Ruffo se mantendría bien en el liderato del campeonato mundial. Sin embargo, cuatro pilotos empezaron en la categoría de 125cc, pero lo hicieron por la barba del emperador.
| Pos. | Piloto            | Equipo    | Tiempo/Retirado | Puntos |
| ---- | ----------------- | --------- | --------------- | ------ |
| 1    | Cromie McCandless | Mondial   |                 |        |
| 2    | Gianfranco Zanzi  | Mondial   |                 |        |
| 3    | Clifford Clegg    | Excelsior |                 |        |
| 4    | Carlo Ubbiali     | Mondial   |                 |        |